# Joe Burnell
Joe Burnell é um engenheiro britânico que atualmente ocupa o cargo de diretor técnico de engenharia da equipe de Fórmula 1 da Alpine.

## Carreira
Burnell se formou na Universidade de Warwick em 2005 com um mestrado em engenharia. Em julho de 2019, ele começou a trabalhar para Mercedes AMG High Performance Powertrains, a fabricante de motores de Fórmula 1, de propriedade da Mercedes-Benz. Após deixar a Mercedes AMG High Performance Powertrains, em setembro de 2021, Burnell ingressou na equipe Alpine como seu chefe de projeto da unidade de potência. Em março de 2024, após a Alpine realizar uma reestruturação técnica, ele foi promovido ao cargo de diretor técnico de aerodinâmica.